# Latent Anxiety
Latent Anxiety es un proyecto musical solista de Rock Alternativo Electrónico con habilidades Crossover desde Los Ángeles, California, Estados Unidos fundado en 2001 por el productor musical, compositor y músico Ilja Rosendahl (canto, guitarras, bajo) quien es también conocido como productor de cine y actor.

## Historia

### Denominación
En relación con el nombre del proyecto musical Ilja dice: “Hay dos razones por las cuales elegí Latent Anxiety como nombre de mi proyecto musical: Primero, las iniciales corresponden a la ciudad de Los Ángeles donde el proyecto fue fundado en 2001. Y en segundo lugar, la mayoría de mis textos trata de problemas en la sociedad moderna, como la preocupación creciente por el futuro lo cual de expresa también en la denominación de los álbumes de Latent Anxiety.”

### Estilo e Influencias
En una entrevista del 2009 la revista Grave Concerns Ezine dice: “Ilja Rosendahl crea su propio estilo único de Rock Industrial y Rock Gótico. Alcanza más allá y hondo de forma electrónica con sus cantos inquietantes y sus melodías artísticas. Sus videos son ricos en imaginación y llenos de significados profundos.”
Ilja describe el estilo musical de Latent Anxiety así:
“...un Crossover de Dark Wave, Música Industrial y temas de Rock Gótico con infusiones de Rock, Pop y Dance lo cual has sido clasificado como Rock Alternativo Electrónico (RAE), un intento para definir propios límites y de tender la mano a un rango más amplio de oyentes. El estilo musical de Latent Anxiety ha sido y todavía se está desarrollando y creo que con cada nuevo álbum me acerco más a la esencia de lo que quisiera presentar...Mi música se inspiró por películas y libros. Con Galley traté de traducir la impresión visual de la película 300 a la música, Psycho Discrace fue provocada por la película Silence of the Lambs y Red Death se deriva de una narración corta de Edgar Allan Poe...Ellas (las canciones) tratan de experiencias en la vida e impresiones en combinación con fantasía, imaginación o eventos históricos.” Y "Esto es un jam duramente impactante que es casi como una versión Técno de Judas Priest.”
La revista Sonic Seducer Magazine ve una mezcla de influencias de Europop a Dark Wave e Música Industrial.
AllMusic traza semejanzas con: Roxy Music, Rob Zombie, David Bowie, Thomas Dolby, Ministry, Einstürzende Neubauten y Nine Inch Nails.

### Otras Colaboraciones
Ilja también colaboró con cantos y guitarras en el álbum de Mortal Loom llamado This Vastness.

## Discografía

### Álbumes de estudio
| Año  | Álbum         | De             | Notas            |
| ---- | ------------- | -------------- | ---------------- |
| 2012 | Liberation    | Latent Anxiety |                  |
| 2010 | Suffocation   | Latent Anxiety |                  |
| 2010 | This Vastness | Mortal Loom    | Canto, guitarras |
| 2008 | Detonation    | Latent Anxiety |                  |
| 2007 | Reaction      | Latent Anxiety |                  |
| 2007 | Sensation     | Latent Anxiety |                  |
| 2005 | Perception    | Latent Anxiety |                  |

### Premios y nominaciones
| Año       | Premio                                                             | Resultado |
| --------- | ------------------------------------------------------------------ | --------- |
| 2011      | eWorld Music Awards 2010, fka Hollywood Music Awards               | Ganador   |
| 2010      | eWorld Music Awards 2010, fka Hollywood Music Awards               | Nominado  |
| 2009      | Equinox I Music Video and Audio Contest                            | Ganador   |
| 2005-2009 | Song Of The Year Song & Lyric Writing Competition (varios premios) | Ganador   |